# Leiomioma
En medicina, el término leiomioma (leio + myo + oma, liso + músculo + tumor) designa un tumor benigno que se origina en las células del músculo liso. Puede ocurrir en muchas localizaciones, pero lo más habitual es que afecte a la pared del útero (mioma), con menos frecuencia al intestino delgado y al esófago.

## Leiomioma de útero
Conocido habitualmente como mioma uterino, es el tumor benigno más frecuente del útero. Una variante poco habitual es el lipoleiomioma, lesión benigna que está compuesta por células musculares y adipocitos maduros en proporción variable.

## Leiomioma del aparato digestivo
El leiomioma de esófago es el tumor benigno más frecuente de este órgano y puede provocar disfagia de larga evolución. Otras localizaciones posibles son estómago, intestino delgado, colon o vesícula biliar.

## Leiomioma cutáneo
Se llama también piloleiomioma. Es un tipo de tumor poco frecuente que deriva del músculo erector del pelo. Puede ser único o múltiple, generalmente aparece después de los 25 años.

## Localizaciones infrecuentes
Muy raramente puede existir leiomioma endobronquial que origina síntomas por la obstrucción de un bronquio, leiomioma de la vejiga urinaria y leiomioma de ovario que se cree se origina en las fibras musculares de los vasos sanguíneos que irrigan este órgano. La leiomatosis peritoneal diseminada es una entidad muy poco frecuente en la que aparecen numerosos leiomiomas en el peritoneo. La leiomiomatosis intravenosa es un proceso muy raro que se caracteriza por la invasión de la luz de los vasos sanguíneos uterinos y extrauterinos por músculo liso de aspecto benigno, solo se han descrito alrededor de 300 casos en la literatura médica mundial.